# Kungen av Danmark (karameller)

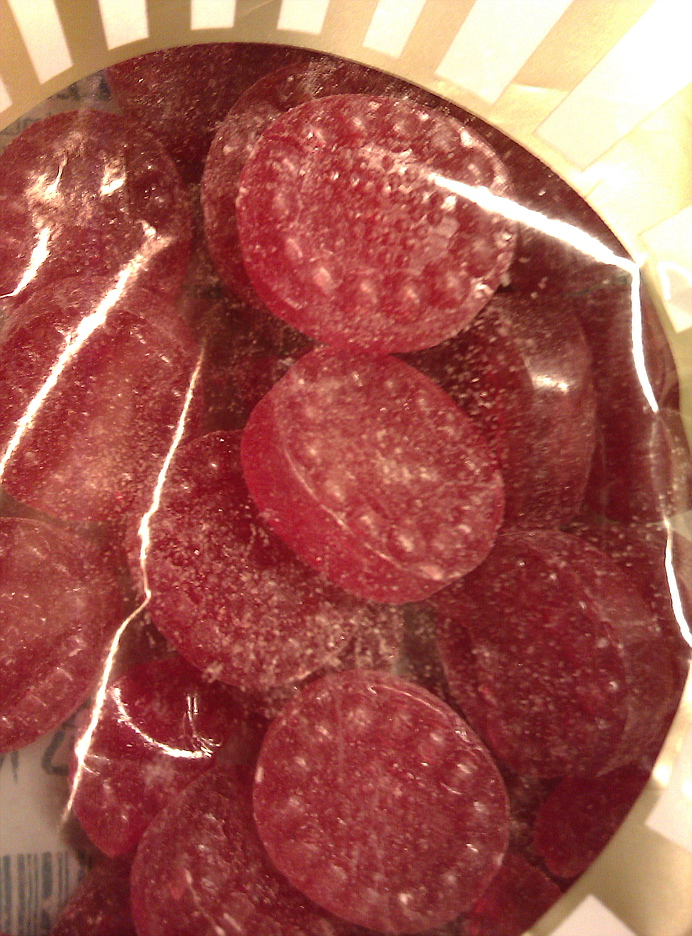
Kungen av Danmarks bröstkarameller.

Kungen av Danmark är karameller med anissmak. Förr åts de som lindring vid hosta och allmänt "bröstlidande". 
Idag marknadsförs bröstkaramellerna av Karamellpojkarna och Svenska Karamellkompaniet under namnet "Kungen av Danmark". Karamellerna är hårda, lila/rödaktiga och klassas som halstabletter. De säljs idag både i originalversionen och i en sockerfri variant.

## Historik
Enligt historien fick kung Kristian V av Danmark (1646–1699) vid ett tillfälle halsont och gavs av sin livmedikus anisolja, som var dåtidens medicin mot ont i halsen. Kungen tyckte att anisoljan var allt för stark och läkaren blandade därför oljan med sockermassa och en aning rödbetssaft. 
Tidigare såldes karamellerna i Sverige under varumärkesnamnet "Kungens av Danmark bröstkarameller",. Namnet används ibland som illustration av hur genitiv konstrueras i svenskan, antingen genom att det '-s' som markerar genitiv läggs till substantivet kungen, eller att det läggs till nominalfrasen kungen av Danmark som helhet. Det som tidigare varit det korrekta i formellt skriftspråk (Kungen*s* av Danmark bröstkarameller) har i praktiken ersatts av det ledigare Kungen av Danmark*s* bröstkarameller. I Danmark säljs karamellerna under varumärkesnamnet Kongen af Danmark, vilket motsvarar det nuvarande varumärkesnamnet i Sverige.